# Cafedrin und Theodrenalin
Die fixe Kombination der beiden Wirkstoffe Cafedrin und Theodrenalin (beide chemisch Abkömmlinge des Theophyllins) im Verhältnis 20:1 (Handelsname: Akrinor) ist ein Arzneimittel zur Therapie klinisch relevanter Blutdruckabfälle. Es gehört zur pharmakologischen Gruppe der adrenergen und dopaminergen Arzneimittel. Die Substanz wird vor allem in der Anästhesiologie während Operationen sowie in der Notfallmedizin in Deutschland eingesetzt. Cafedrin/Theodrenalin wird beispielsweise regelmäßig bei der Kaiserschnittentbindung unter Spinalanästhesie verwendet.

Strukturformel von Cafedrin

Strukturformel von Theodrenalin

## Blutdrucksteigernde Wirkung
Die Wirkung von Cafedrin/Theodrenalin zeichnet sich durch einen schnellen Wirkungseintritt und eine langanhaltende Blutdrucksteigerung aus. Studienergebnisse zeigten, dass nach intravenöser Verabreichung ein klinisch relevanter Effekt innerhalb 1 Minute eintrat, wobei der maximale Blutdruckanstieg nach etwa 4 Minuten erreicht wurde. Frühere Studiendaten zeigten darüber hinaus, dass die Wirkungsdauer etwa 15 bis 30 Minuten beträgt. Der dosisabhängige Blutdruckanstieg erfolgte dabei ohne wesentliche Änderung der Herzfrequenz. Die Durchblutung der Herzkranzgefäße und Gebärmutter wird dabei nicht verschlechtert.
Die einzelnen Wirkstoffe Theodrenalin und Cafedrin haben unterschiedliche Auswirkungen auf die Herz-Kreislauf-Dynamik. Die Wirkung der fixen 20:1 Kombination hat eine ähnliche Wirkung wie Theodrenalin, die aber durch Cafedrin modifiziert wird. Theodrenalin ist für den schnell einsetzenden Blutdruckanstieg und Cafedrin für die anhaltende Wirkung verantwortlich.
Früheren Studien zufolge scheinen verschiedene Faktoren die blutdrucksteigernde Wirkung von Cafedrin/Theodrenalin zu beeinflussen, darunter:
- Systolischer Blutdruck: Ein höherer systolischer Blutdruck zum Zeitpunkt der Gabe von Cafedrin/Theodrenalin führte zu einem geringeren absoluten Anstieg des mittleren arteriellen Blutdrucks (MAP).
- Geschlecht: Der initiale maximale Anstieg des MAP war bei Männern und Frauen gleich. Im weiteren zeitlichen Verlauf war der MAP-Anstieg bei Frauen jedoch höher.
- Co-Medikation: Beta-Blocker, Angiotensin-II-Antagonisten und ACE-Hemmer führten zu einer verzögerten Reaktion des MAP auf Cafedrin/Theodrenalin und zu einem niedrigeren maximalen MAP, der erreicht wird.
- Alter, BMI und ASA-Klasse: Der Anstieg des MAP war bei Personen mit höherem Alter, höherem BMI oder einer niedrigeren ASA-Klasse verringert.

## Wirkmechanismus
Cafedrin ist eine Verbindung aus Norephedrin und Theophyllin. Bei Theodrenalin handelt es sich um eine Verbindung aus Noradrenalin und Theophyllin.
Der beschriebene Wirkmechanismus von Cafedrin/Theodrenalin basiert auf einer synergistischen Interaktion der drei Wirkkomponenten. Demnach tragen Noradrenalin und Norephedrin zur Aktivierung myokardialer β₁-Adrenozeptoren bei, was zu einer Steigerung der Herzkraft führt. Dieser Effekt wird als positive Inotropie bezeichnet. Zusätzlich bewirkt Theophyllin eine Hemmung der Phosphodiesterase-3. Diese Hemmung führt zu einer verlängerten positiv inotropen Wirkung.
Untersuchungsergebnissen zufolge zeigt Cafedrin/Theodrenalin eine regulierende Wirkung auf α₁-Adrenozeptoren, die für eine moderate Tonisierung der Gefäße verantwortlich zu sein scheint. Diese Gefäßtonisierung, die auf die stimulierende Wirkung der Noradrenalin-Komponente des Theodrenalins auf die α₁-Adrenozeptoren zurückgeführt wird, kompensiert die anästhesiebedingte Vasodilatation. Die gefäßtonisierende Wirkung der Noradrenalin-Komponente scheint im weiteren Verlauf durch die verzögert eintretende Wirkung von Cafedrin reduziert zu werden.

## Anwendung
Eine Ampulle Cafedrin/Theodrenalin mit 2 ml Injektionslösung enthält 200 mg Cafedrinhydrochlorid und 10 mg Theodrenalinhydrochlorid.
Die intravenöse Gabe von Cafedrin/Theodrenalin erfolgt fraktioniert nach klinischer Wirkung. Eine Gabe der verdünnten und unverdünnten Lösung ist möglich.
Cafedrin/Theodrenalin kann intravenös und intramuskulär angewendet werden.
Im Vergleich zur intravenösen Verabreichung führte die intramuskuläre Verabreichung in früheren Untersuchungen zu einem moderateren und verzögerten, aber auch länger anhaltenden Anstieg des Blutdrucks.
In einem kürzlich veröffentlichten Fallbericht wird auf eine Inkompatibilität von Ceftriaxon mit Cafedrin/Theodrenalin hingewiesen.

## Verbreitung und Alternativen
Cafedrin/Theodrenalin ist ausschließlich in Deutschland zugelassen. Hier wird das Arzneimittel bereits seit den 1960er Jahren zur Behandlung der arteriellen Hypotonie angewendet. Neben Cafedrin/Theodrenalin werden in Deutschland Ephedrin, Phenylephrin und Noradrenalin eingesetzt. Letztere werden auch international verwendet.
Die beschriebenen Wirkmechanismen der genannten Wirkstoffe sind verschieden. In den vergangenen Jahren wurden vom Zulassungsinhaber ratiopharm folgende Vergleichsstudien durchgeführt:
HYPOTENS-Studie
Die HYPOTENS-Studie untersuchte die Wirksamkeit von Cafedrin/Theodrenalin versus Ephedrin zur Therapie des intraoperativen Blutdruckabfalls unter Allgemeinanästhesie sowie bei der Kaiserschnittentbindung unter Spinalanästhesie (NCT02893241; DRKS00010740). Es handelte sich um eine prospektive, multizentrische (53 Kliniken), offene, zweiarmige nicht-interventionelle Studie in Deutschland. Die Ergebnisse zeigten, dass hinsichtlich der Stabilisierung des Blutdrucks keine der beiden Therapieoptionen überlegen war. Post-hoc-Analysen deuteten jedoch darauf hin, dass Cafedrin/Theodrenalin eine zielorientiertere und einfacher zu steuernde Kreislaufstabilisierung ermöglichte. Ein weiteres wichtiges Ergebnis war die niedrigere Inzidenz neu auftretender Tachykardien sowie die vorteilhafteren erhobenen neonatalen Outcome-Parameter (Basendefizit und Laktatwert), wenn Cafedrin/Theodrenalin zur Behandlung maternaler Hypotonien nach rückenmarknaher Regionalanästhesie bei Sectio caesarea im Rahmen der Studie eingesetzt wurde.
HERO-Studie
Eine weitere von ratiopharm-veranlasste multizentrische Vergleichsstudie ist die HERO-Studie, in der Cafedrin/Theodrenalin versus Noradrenalin zur Therapie der intraoperativen Hypotonie untersucht wurde (DRKS00028589; EudraCT-Nummer: 2021-001954-76). Es handelte sich um eine randomisierte, offene, multizentrische, zweiarmige Studie. Die Studienergebnisse untermauern, dass Cafedrin/Theodrenalin (im Vergleich zu Noradrenalin) zu einem stärker ausgeprägten Anstieg des Cardiac Index führt.
Der Begriff Inopressor (bestehend aus positiv inotrop und Vasopressor) scheint daher wohl am besten auf Cafedrin/Theodrenalin zuzutreffen.
Diese Vergleichsstudie lieferte darüber hinaus hochwertige Evidenz zur effektiven Anwendung von Cafedrin/Theodrenalin als kontinuierliche Infusion. Aktuell ist Cafedrin/Theodrenalin nur zur Bolus-Injektion zugelassen. Das Ziel der HERO-Studie ist es, eine Zulassungserweiterung für die Gabe von Cafedrin/Theodrenalin als kontinuierliche Infusion zu erwirken. Cafedrin/Theodrenaline war bereits zwischen 1971 und 2005 als kontinuierliche Infusionslösung in Deutschland erhältlich.

## Geschichte
Die Einführung von Cafedrin/Theodrenalin in Deutschland geht auf das Jahr 1963 zurück. Das Arzneimittel wurde erstmals durch das Chemiewerk Homburg, eine Zweigniederlassung der Degussa AG, auf den Markt gebracht.
Im Jahr 2000 übernahm das Arzneimittelwerk Dresden (AWD.pharma) den Vertrieb. 2005 stand die Zulassung jedoch auf der Kippe, da die AWD.pharma den Vertrieb des Medikaments einstellen wollte. Als Grund für die Entscheidung wurden die umfangreichen Anforderungen des gesetzlich vorgeschriebenen Nachzulassungsverfahren angegeben, die nicht in der geforderten Zeit erfüllt werden konnten. Die Anästhesie-Community betrachtete jedoch den Erhalt der Verkehrsfähigkeit von Cafedrin/Theodrenalin für die klinische Praxis von hoher Relevanz, da alternative Therapieoptionen mit einem vergleichbaren Wirkungsprofil fehlten. In Zusammenarbeit mit dem Hersteller setzte sich die Deutsche Gesellschaft für Anästhesiologie und Intensivmedizin (DGAI) für den Erhalt des Arzneimittels ein. Durch diese Bemühungen konnte beim Bundesinstitut für Arzneimittel und Medizinprodukte (BfArM) eine Verlängerung der Verkehrsfähigkeit erwirkt werden.
2008 ging AWD.pharma in die Teva-Gruppe über, die das Präparat unter der Marke ratiopharm weiterführte. Im Jahr 2012 erhielt Cafedrin/Theodrenalin schließlich eine ordentliche Zulassung durch das BfArM (Zulassungsnummer 78450.00.00). Das Arzneimittel wird seit 2013 vollständig im eigenen Werk der TEVA-Gruppe in Deutschland produziert.